# Post-Cup
Der Post-Cup ist ein Schweizer Laufcup-Wettbewerb.
Der Post-Cup ist ein Einladungsrennen für die Schweizer Langstreckenlauf-Elite, durchgeführt von der Schweizerischen Post. Er wird seit 2005 jährlich durchgeführt. Bei jedem Rennen gibt es Ranglistenpunkte, die am Schluss zusammengezählt werden.
In den Jahren 2005 bis 2010 bestand der Post-Cup aus 6 Rennen bei den Männern und 7 Rennen bei den Frauen (zusätzlich Schweizer Frauenlauf). Der Giro Media Blenio als Wertungslauf der Männer stand nur 2009 auf dem Programm. Diese Rennen waren sowohl auf den Frühling wie auch auf den Herbst verteilt. Um den Post-Cup kompakter zu gestalten werden ab 2011 nur noch Herbstläufe für den Wettbewerb gewertet. Der Kerzerslauf, der Grand Prix von Bern sowie der Schweizer Frauenlauf fallen weg, dafür werden der Greifenseelauf sowie ein Auftakt-Event in Bern aufgenommen.

## Wertungsrennen
1. Auftakt-Event in Bern, Streckenlänge noch nicht festgelegt
2. Jungfrau-Marathon, Jungfrau-Meile
3. Greifenseelauf, Halbmarathon
4. Corrida Bulloise, 8 Kilometer (Männer), 6 Kilometer (Frauen)
5. Basler Stadtlauf, 10 Kilometer (Männer), 7,6 Kilometer (Frauen)
6. Zürcher Silvesterlauf, 9,8 Kilometer (Männer), 7 Kilometer (Frauen), doppelte Punktzahl

## Resultate

### 2005
- Männer: 1. Christian Belz (50 Punkte); 2. Philipp Bandi (48); 3. Daniel Vögeli (36)
- Frauen: 1. Vera Notz-Umberg (78); 2. Sabine Fischer (54); 3. Evelyne Jeitziner(47)

### 2006
- Männer: 1. Viktor Röthlin (60); 2. Philipp Bandi (52); 3. Stephen Staehli (42)
- Frauen: 1. Mirja Jenni-Moser (84); 2. Sabine Fischer (64); 3. Maja Neuenschwander (62);

### 2007
- Männer: 1. Philipp Bandi (74); 2. Jérôme Schaffner (53); 3. Viktor Röthlin (48)
- Frauen: 1. Mirja Jenni-Moser (71); 2. Sabine Fischer (56); 3. Angéline Flückiger-Joly (55)

### 2008
- Männer: 1. Philipp Bandi (64); 2. Jérôme Schaffner (62); 3. Viktor Röthlin (60)
- Frauen: 1. Angéline Flückiger-Joly (75); 2. Sabine Fischer (60); 3. Bernadette Meier-Brändle (51)

### 2009
- Männer: 1. Christian Belz (56); 2. Rolf Rüfenacht (50); 3. Philipp Bandi (48)
- Frauen: 1. Martina Strähl (79); 2. Sabine Fischer (58); 3. Luzia Schmid (57)

### 2010
- Männer: 1. Jérôme Schaffner (54); 2. Christian Belz (52); 3. Tarcis Ançay (42)
- Frauen: 1. Sabine Fischer (58); 2. Maja Neuenschwander (47); 3. Martina Strähl (42)